# Tirrena-Adriàtica 1981
La Tirrena-Adriàtica 1981 va ser la 16a edició de la Tirrena-Adriàtica. La cursa es va disputar en un pròleg inicial i cinc etapes, la darrera de les quals era la tradicional contrarellotge individual pels carrers de San Benedetto del Tronto, entre el 14 i el 19 de març de 1981, amb un recorregut final de 835 km.
El vencedor de la cursa fou, per segon any consecutiu, l'italià Francesco Moser (Famcucine-Campagnolo), que s'imposà als també italians Raniero Gradi (Sammontana-Benotto) i Marino Amadori (Magniflex-Olmo), segon i tercer respectivament.

## Etapes
| Etapa | Data       | Recorregut                            | Km    | Vencedor d'etapa       | Líder de la general   |
| ----- | ---------- | ------------------------------------- | ----- | ---------------------- | --------------------- |
| Pr.   | 14 de març | Roma - Roma (CRI)                     | 4,3   | Francesco Moser (ITA)  | Francesco Moser (ITA) |
| 1a    | 15 de març | Roma - Chianciano Terme               | 205,0 | Marino Amadori (ITA)   | Marino Amadori (ITA)  |
| 2a    | 16 de març | Chianciano Terme - Civitanova Marche  | 222,0 | Giuseppe Saronni (ITA) | Marino Amadori (ITA)  |
| 3a    | 17 de març | Civitanova Marche - Montegiorgio      | 183,7 | Giuseppe Saronni (ITA) | Marino Amadori (ITA)  |
| 4a    | 18 de març | Corropoli - Nereto                    | 202,0 | Raniero Gradi (ITA)    | Marino Amadori (ITA)  |
| 5a    | 19 de març | S.B del Tronto - S.B del Tronto (CRI) | 18,0  | Roy Schuiten (NED)     | Francesco Moser (ITA) |

## Classificació general
|    | Ciclista                  | Equip                  | Temps       |
| -- | ------------------------- | ---------------------- | ----------- |
| 1  | Francesco Moser (ITA)     | Famcucine-Campagnolo   | 21h 00' 38" |
| 2  | Raniero Gradi (ITA)       | Sammontana-Benotto     | + 35"       |
| 3  | Marino Amadori (ITA)      | Magniflex-Olmo         | + 58"       |
| 4  | Stefan Mutter (SUI)       | Cilo-Aufina            | + 1' 12"    |
| 5  | Bruno Leali (ITA)         | Inoxpran               | + 2' 06"    |
| 6  | Maurice Le Guilloux (FRA) | Renault-Elf-Gitane     | + 2' 06"    |
| 7  | Henk Lubberding (NED)     | TI-Raleigh             | + 2' 15"    |
| 8  | Alfio Vandi (ITA)         | Selle San Marco-Wilier | + 2' 18"    |
| 9  | Claudio Bortolotto (ITA)  | Santini-Selle Italia   | + 2' 24"    |
| 10 | Joseph Fuchs (SUI)        | Cilo-Aufina            | + 2' 43"    |